# My Generation
| Críticas profissionais | Críticas profissionais |
| Avaliações da crítica  | Avaliações da crítica  |
| Fonte                  | Avaliação              |
| ---------------------- | ---------------------- |
| allmusic               | link                   |
| PopMatters             | Positivo link          |
| Rolling Stone          | link                   |

My Generation é o álbum de estreia do The Who. Foi lançado nos EUA sob o título The Who Sings My Generation, com uma capa alternativa e algumas canções diferentes.
O álbum foi gravado assim que o Who conseguiu emplacar seus compactos nas paradas de sucesso, sendo posteriormente rejeitado pelo grupo como uma espécie de trabalho corrido que não representa a banda como ela era na época. Por outro lado, a crítica especializada frequentemente liste este como um dos melhores álbuns de rock dos anos 60. A faixa título entrou para o Hall da Fama do Grammy Award em 1999.
O álbum foi feito durante o período “Maximum R&B” do Who, e apresenta várias versões de sucessos do rhythm and blues, além de algumas faixas compostas pelo guitarrista Pete Townshend.

## Faixas
Todas as músicas por Pete Townshend, exceto onde especificado em contrário.

### My Generation
Lado 1
1. "Out in the Street" – 2:31
2. "I Don't Mind" (James Brown) – 2:36
3. "The Good's Gone" – 4:02
4. "La-La-La-Lies" – 2:17
5. "Much Too Much" – 2:47
6. "My Generation" – 3:18

Lado 2
1. "The Kids Are Alright" – 3:04
2. "Please, Please, Please" (Brown/John Terry) – 2:45
3. "It's Not True" – 2:31
4. "I'm a Man" (McDaniel) – 3:21
5. "A Legal Matter" – 2:48
6. "The Ox" (Townshend/Moon/Entwistle/Hopkins) – 3:50

### The Who Sings My Generation
Lado 1
1. "Out in the Street" – 2:31
2. "I Don't Mind" (Brown) – 2:36
3. "The Good's Gone" – 4:02
4. "La-La-La-Lies" – 2:17
5. "Much Too Much" – 2:47
6. "My Generation" – 3:18

Lado 2
1. "The Kids Are Alright" – 2:46
2. "Please, Please, Please" (Brown/John Terry) – 2:45
3. "It's Not True" – 2:31
4. "The Ox" (Townshend/Moon/Entwistle/Hopkins) – 3:50
5. "A Legal Matter" – 2:48
6. "Circles" – 3:12 (não aparece no lançamento original no RU)

No primeiro lançamento nos EUA a faixa "Circles" foi nomeada errado, como "Instant Party", e em lançamentos posteriores classificada como "Instant Party (Circles)" ("Instant Party" na verdade é uma canção totalmente diferente). "I’m A Man" foi eliminada da versão americana por trazer conteúdo sexual; "The Kids Are Alright" seria também cortada, mas apenas na parte instrumental perto do fim da música, escondendo um pouco da criatividade musical caótica que era uma das singularidades do Who.
O lançamento norte-americano também substituiu o retrato da capa original com a banda com o Big Ben ao fundo por uma imagem da banda vista de cima, com alguns tambores de líquido explosivo por trás deles.

## Edições
- 1965 - Brunswick Records LAT 8616: lançamento original em LP no Reino Unido. Intitulado My Generation e produzido por Shel Talmy.
- 1966 - Decca DL4664 (mono) / DL 7-4664 (estéreo): lançamento original em LP nos Estados Unidos. Renomeado para The Who Sings My Generation, com capa diferente e troca de músicas.
- Anos 80 - MCAD-31330 (ISBN 7673-11330-2): Lançamento original em CD. Intitulado The Who Sings My Generation, era a mesma versão do LP norte-americano.
- 2002 - MCA – sem número de catálogo (ISBN 08811-29262): Versão de “luxo” em CD duplo, remixada e remasterizada a partir das fitas originais (que ficaram mais de 30 anos na posse de Shel Talmy). O disco 1 trata-se da versão original em LP britânica, com mais 3 faixas bônus. O disco 2 é composto inteiramente de faixas bônus. Inclui um encarte de 14 páginas com a capa norte-americana na capa e artigos de Mike Shaw, Shel Talmy e Andy Neill, além de fotos da banda na época e informações sobre as músicas.